# São Pedro da Aldeia
São Pedro da Aldeia é um município brasileiro da Região dos Lagos do estado do Rio de Janeiro. 
Localiza-se na latitude 22º50'21" sul e na longitude 42º06'10" oeste. Possui uma área de 358,66 km² e sua população, conforme o Censo 2022 do IBGE, era de 104,029 habitantes.

## História

#### [6]
- Alecrim
- Baixo Grande
- Baleia
- Balneário das Conchas
- Balneário São Pedro I
- Balneário São Pedro II
- Bela Vista
- Boqueirão
- Botafogo
- Campo Redondo
- Centro
- Colina
- Cruz
- Estação
- Flexeira
- Loteamento Eugênio Moraes
- Jardim Arco Íris
- Jardim das Acácias
- Jardim Morada da Aldeia
- Jardim Primavera
- Jardim Soledade
- Morro do Milagre
- Mossoró
- Nova São Pedro
- Parque Arruda
- Parque Estoril
- Poço Fundo
- Ponta do Ambrósio
- Ponta da Areia
- Porto da Aldeia
- Porto do Carro
- Praia Linda
- Praia do Sudoeste
- Recanto do Sol
- Retiro
- Rua do Fogo
- São João
- São Mateus
- Sapeatiba Mirim
- Sergeira
- Três Vendas
- Vinhateiro

## Política
A cidade conta com a única sede da Justiça Federal com 2 varas, sendo a segunda inaugurada em 9 de março de 2012 em toda a Região dos Lagos.

#### Cidades irmãs:
- Cabo Frio

- Iguaba Grande

- Araruama

## Demografia
Em 2010, a população do município foi contada pelo Instituto Brasileiro de Geografia e Estatística (IBGE) em 88.013 habitantes, sendo o trigésimo mais populoso do estado e apresentando uma densidade populacional de 265,05 habitantes por km².
Segundo esse mesmo censo:
- 43.431 da população eram homens (48.4%)
- 44.444 da população eram mulheres (50.6%)
- 82.148 da população viviam na zona urbana (93.5%)
- 5.727 da população viviam na zona rural (6.5%) [9]

De acordo com o IBGE, São Pedro da Aldeia possuía 50.227 eleitores em 2010.

### Etnias
No ano de 2010, de acordo com o IBGE, a população aldeense era composta por 42.280 brancos; 34.898 pardos; 9.983 pretos; 136 indígenas e 578 amarelos.

### Religião
Tal como a variedade cultural em São Pedro da Aldeia, são diversas as manifestações religiosas presentes na cidade. Embora tenha se desenvolvido sobre uma matriz social eminentemente católica, é possível encontrar atualmente na cidade dezenas de denominações protestantes diferentes, além de pessoas adeptas a outras religiões. Além disso, o crescimento das pessoas sem religião também vem sido notado, chegando a quase de 18,69% da população.
De acordo com dados do censo de 2000, realizado pelo IBGE, a população de São Pedro da Aldeia é composta por: católicos (44,31%), evangélicos (33,29%), pessoas sem religião (18,69%), espíritas (1,36%), umbandistas (0,33%), religiões do oriente (0.24%) e outras (1,09%).

### Indicadores socioeconômicos
São Pedro da Aldeia possui um IDH médio (0,780). Porém, a distribuição do desenvolvimento humano na cidade não é homogênea.
O IDH estabelece três critérios para avaliação: o índice de educação, longevidade e renda. O fator "educação" do IDH no município atingiu em 2000 a marca de 0,876 – patamar consideravelmente elevado, em conformidade aos padrões do Programa das Nações Unidas para o Desenvolvimento (PNUD). A taxa de alfabetização de São Pedro da Aldeia é alta, de acordo com o censo do IBGE de 2000, atingindo 90.9% de alfabetização.
A incidência da pobreza, medida pelo IBGE, é de 24,56%, o limite inferior da incidência de pobreza é de 20,68%, o superior é de 28,45% e a incidência da pobreza subjetiva é de 21,18%.

### Criminalidade
Em 2011, São Pedro da Aldeia foi eleita a 266º cidade mais perigosa do Brasil segundo ranking da ONU, ficando como a 11ª cidade mais violenta do estado do Rio de Janeiro. A taxa de assassinatos é de 41,2 com pouco mais de 37 mortes por ano.